# Động vật ăn phân

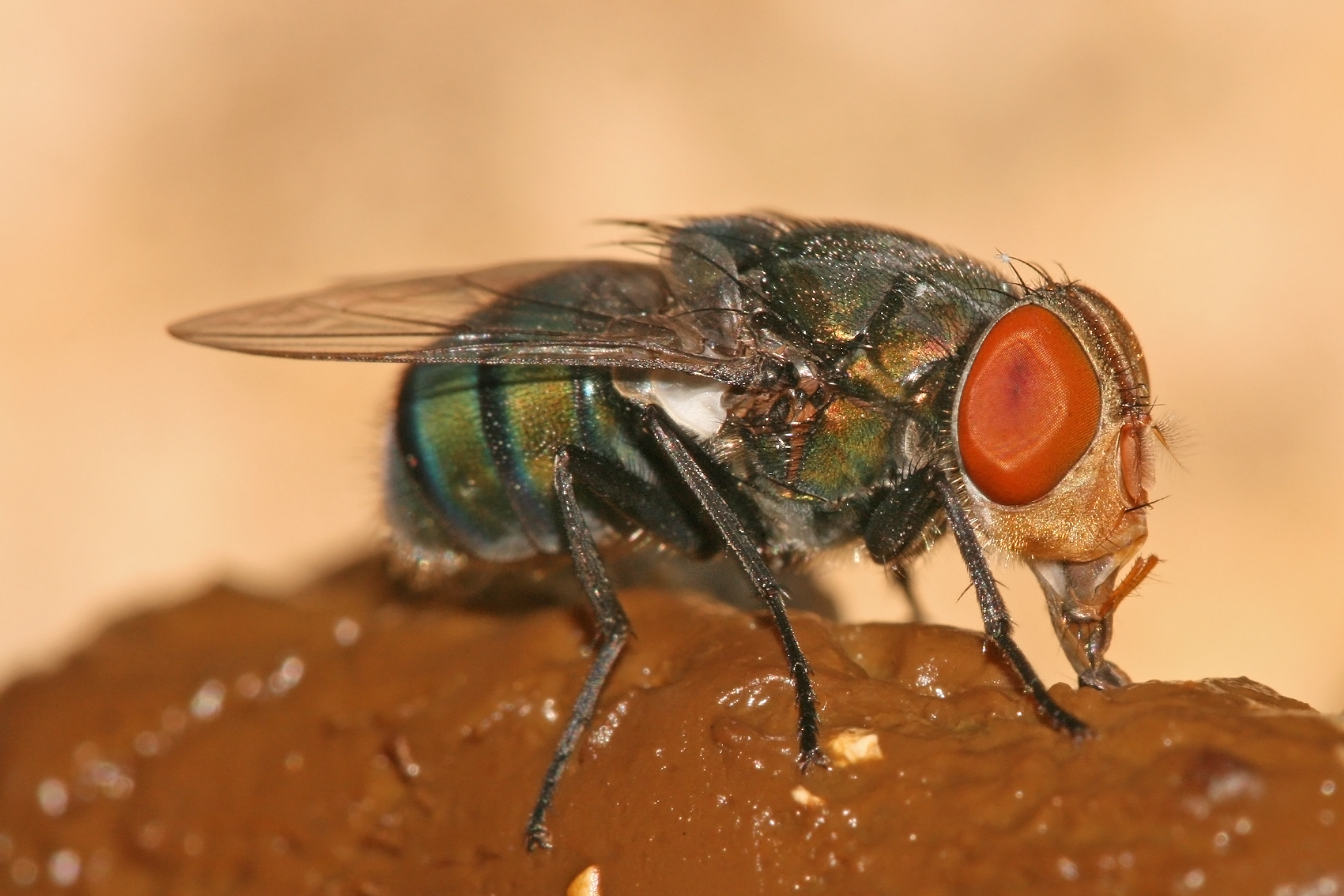
Một con ruồi Chrysomya megacephala đang ăn phân

Động vật ăn phân (tên Latin là Coprophagia hoặc coprophagy) là việc các loài động vật tiêu thụ phân để hấp thụ chất hữu cơ từ đó. Từ này có nguồn gốc từ copros κόπρος Hy Lạp, "phân" và phagein φαγεῖν, "ăn". Coprophagy đề cập đến nhiều loại phân ăn uống, bao gồm ăn phân của các loài khác (heterospecifics), của các cá thể khác cùng loài (autocoprophagy), hoặc ăn phân của chính bản thân mình (autocoprophagy) những cá thể lấy trực tiếp từ hậu môn.
Các loài động vật được biết đến thường xuyên ăn phân là ruồi, nhặng (ăn tất cả các loại phân từ lỏng đến đặc và khô), bọ hung chuyên ăn phân khô. Chuột nhắt nhà có thể ăn phân của mình như là thức ăn. Chó cũng được biết đến là có ăn phân, nhất là phân người. Ở người, việc ăn phân đã được quan sát thấy ở những người bị bệnh tâm thần hoặc trong các hành vi tình dục ái phân. Một số loài động vật ăn phân như một hành vi bình thường, để cho phép các sản phẩm thực vật cứng được tiêu hóa kỹ lưỡng hơn bằng cách đi qua đường tiêu hóa hai lần. Các loài khác có thể bình thường không tiêu thụ phân nhưng làm như vậy trong điều kiện bất thường.

## Hành vi ăn phân ở con người

### Như một hình thức điều trị y tế
Ttongsul, hay "rượu phân" đã được sử dụng trong y học Hàn Quốc cũ. Lý tưởng nhất là phân của trẻ em được sử dụng trong chế phẩm có nồng độ cồn lên tới 9% theo thể tích. 

Nhiều thế kỷ trước, các bác sĩ đã nếm thử phân của bệnh nhân để đánh giá tình trạng bệnh tật của họ tốt hơn.
Lewin báo cáo rằng "... ăn phân lạc đà tươi, ấm đã được Bedouin khuyên dùng như một phương thuốc chữa bệnh lỵ do vi khuẩn; hiệu quả của nó (có lẽ là do thuốc kháng sinh Subtilisin tiết ra từ Bacillus subtilis) đã được những người lính Đức ở Châu Phi trong Thế chiến II xác nhận".

### Như một biến thái tình dục
Bệnh thích ăn phân là một lệch lạc tình dục (DSM-5), trong đó đối tượng quan tâm tình dục là phân, và có thể liên quan đến việc ăn phân. Ăn phân đôi khi được mô tả trong nội dung khiêu dâm, thường là với thuật ngữ scat (từ chuyên môn: scatology). Một ví dụ nổi tiếng về điều này là video gây sốc khiêu dâm 2 Girls 1 Cup. 120 ngày của Sodom, một cuốn tiểu thuyết năm 1785 của Marquis de Sade có đầy đủ các mô tả chi tiết về bạo dâm ăn phân. Diễn viên và đạo diễn khiêu dâm người Áo Simon Thaur đã tạo ra sê-ri "Avantgarde Extreme" và "Portrait Extreme", khám phá về lệch lạc ăn phân và uống nước tiểu. GG Allin, một ca sĩ, nhạc sĩ nhạc rock gây sốc của Mỹ, thường thể hiện ăn phân trong các buổi biểu diễn của mình.
Chứng ăn phân cũng đã được quan sát thấy ở một số người bị tâm thần phân liệt  và hội chứng Pica.

### Trong văn học
François Rabelais, trong tác phẩm kinh điển Gargantua và Pantagruel, thường sử dụng mô tả mâche- merde hoặc mâchemerde, có nghĩa là nhai phân. Nguồn gốc của mô tả này đến từ các diễn viên hài Hy Lạp Aristophanes và đặc biệt là Menander, những người thường sử dụng thuật ngữ skatophagos (σκτσκτ).
Cuốn tiểu thuyết Gravity's Rainbow từng đoạt giải thưởng của Thomas Pynchon năm 1973 chứa đựng một cảnh chi tiết của việc ăn phân.
Cuốn tiểu thuyết Norma của nhà văn Nga hiện đại Vladimir Sorokin mô tả một xã hội nơi mà việc ăn phân được thể chế hóa và trở thành bắt buộc.